# Belknap (Illinois)
Pour les articles homonymes, voir Belknap.
Belknap est un village du comté de  Johnson dans l'Illinois, aux États-Unis,. Situé au sud du comté, il est incorporé le 23 juillet 1901.

## Démographie
Lors du recensement de 2010, le village comptait une population de 104 habitants. Elle est estimée, en 2016, à 106 habitants.

## Source de la traduction
- (en) Cet article est partiellement ou en totalité issu de l’article de Wikipédia en anglais intitulé « Belknap, Illinois » (voir la liste des auteurs).